# Distrito electoral de New York
New York (en inglés: New York Precinct) es un distrito electoral ubicado en el condado de York en el estado estadounidense de Nebraska. En el Censo de 2010 tenía una población de 227 habitantes y una densidad poblacional de 2,56 personas por km².

## Geografía
New York se encuentra ubicado en las coordenadas 40°55′25″N 97°31′51″O / 40.92361, -97.53083. Según la Oficina del Censo de los Estados Unidos, New York tiene una superficie total de 88.79 km², de la cual 88.59 km² corresponden a tierra firme y (0.23%) 0.2 km² es agua.

## Demografía
Según el censo de 2010, había 227 personas residiendo en New York. La densidad de población era de 2,56 hab./km². De los 227 habitantes, New York estaba compuesto por el 97.8% blancos, el 0% eran afroamericanos, el 0% eran amerindios, el 0% eran asiáticos, el 0% eran isleños del Pacífico, el 2.2% eran de otras razas y el 0% pertenecían a dos o más razas. Del total de la población el 2.64% eran hispanos o latinos de cualquier raza.